# Echinorhynchus canyonensis
Echinorhynchus canyonensis är en hakmaskart som beskrevs av Huffman och Kleiver 1977. Echinorhynchus canyonensis ingår i släktet Echinorhynchus och familjen Echinorhynchidae. Inga underarter finns listade i Catalogue of Life.